# Grandval, Bern
Grandval là một đô thị ở huyện Moutier ở bang Bern ở Thụy Sĩ. Đô thị này có diện tích 8,21 km², dân số năm 2005 là 340 người. Đô thị này nằm ở khu vực nói tiếng Pháp Bernese Jura (Jura Bernois). 

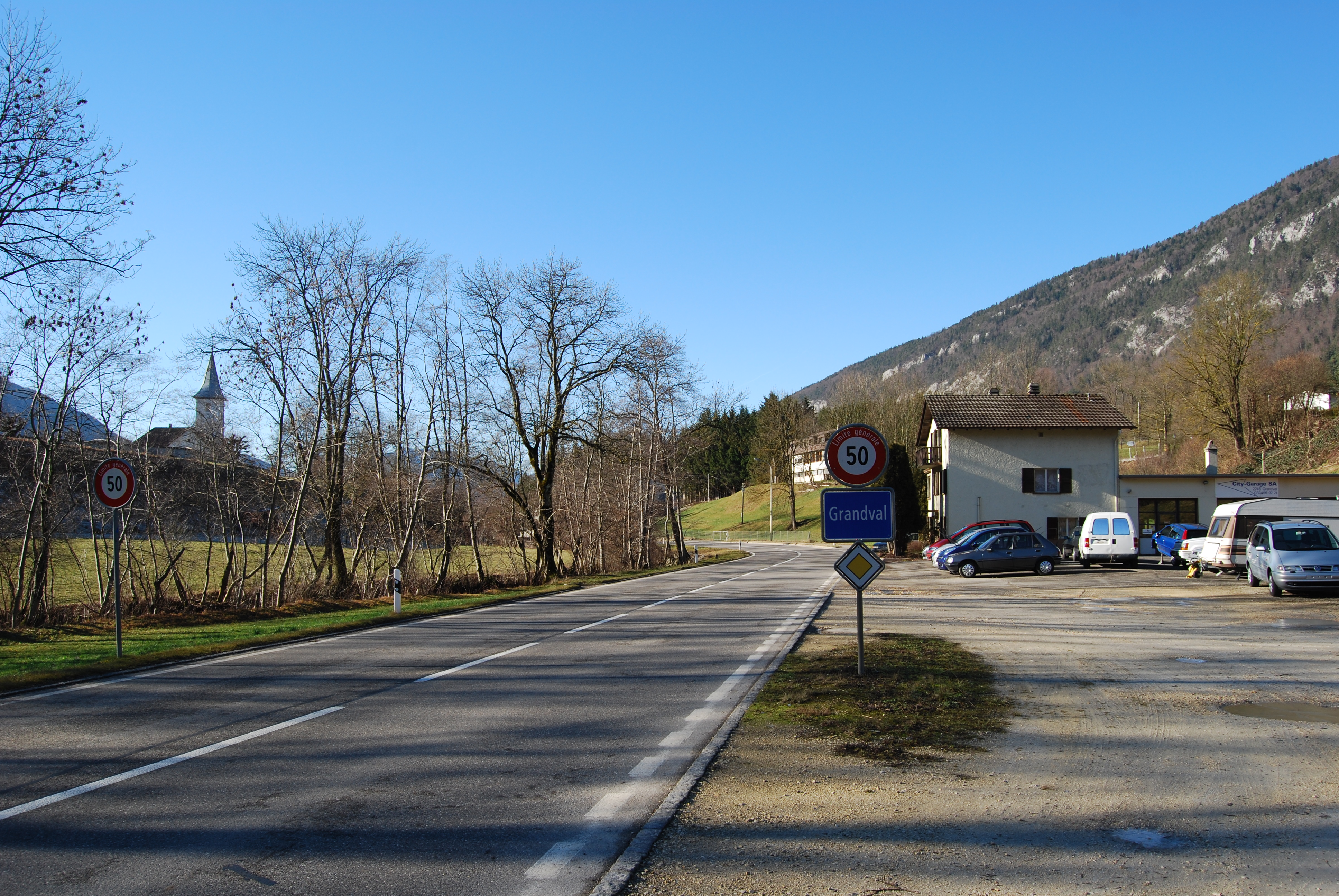
Grandval